# Kobirinat a,c-diamidna sintaza
Kobirinat a,c-diamidna sintaza (EC 6.3.5.11, kobirinska kiselina a,c-diamidna sintetaza, CbiA (gen)) je enzim. Ovaj enzim katalizuje sledeću hemijsku reakciju
2 ATP + kobirinat + 2 L-glutamin + 22O {\displaystyle \rightleftharpoons } 2 ADP + 2 fosfat + kobirinat a,c-diamid + 2 L-glutamat (sveukupna reakcija)
(1a) ATP + kobirinat + L-glutamin + 2O {\displaystyle \rightleftharpoons } ADP + fosfat + kobirinat c-monamid + L-glutamat
(1b) ATP + kobirinat c-monamid + L-glutamin + 2O {\displaystyle \rightleftharpoons } ADP + fosfat + kobirinat a,c-diamid + L-glutamat
Ovaj enzim je prva glutaminska amidotransferaza koja učestvuje u anaerobnoj biosintezi adenozilkobalamina.

## Literatura
- Nicholas C. Price; Lewis Stevens (1999). Fundamentals of Enzymology: The Cell and Molecular Biology of Catalytic Proteins (Third изд.). USA: Oxford University Press. ISBN 019850229X.
- Eric J. Toone (2006). Advances in Enzymology and Related Areas of Molecular Biology, Protein Evolution (Volume 75 изд.). Wiley-Interscience. ISBN 0471205036.
- Branden C; Tooze J. Introduction to Protein Structure. New York, NY: Garland Publishing. ISBN 0-8153-2305-0.
- Irwin H. Segel. Enzyme Kinetics: Behavior and Analysis of Rapid Equilibrium and Steady-State Enzyme Systems (Book 44 изд.). Wiley Classics Library. ISBN 0471303097.

## Spoljašnje veze
- Cobyrinate+a,c-diamide+synthase на 